# بوينغ إكس بيه-8
بوينغ إكس بيه-8 (XP-8) أو بوينغ طراز 66، طائرة أمريكية بسطحين مقاتلة من عشرينات القرن العشرين وتتميز بتصميم غير عادي بدمج مبرد المحرك أسفل الجناح.

## المشغلون
- سلاح الجو الأميريكي

## وصلات خارجية
- بوينغ XP-8